# Контугановський
Контуга́новський (рос. Контугановский) — селище у складі Нижньосергинського району Свердловської області. Входить до складу Кленовського сільського оселення.
Населення — 42 особи (2010, 52 у 2002).
Національний склад станом на 2002 рік: росіяни — 63 %, татари — 27 %.